# Invasió musulmana de la Gàl·lia
La invasió musulmana de la Gàl·lia fou el darrer episodi de la conquesta de l'Àndalus, quan el valí d'Hispània, as-Samh ibn Màlik al-Khawlaní, va envair el ducat de Septimània el 720. L'exèrcit musulmà seguí el seu avanç victoriós cap al nord, fins que Abd-ar-Rahman al-Ghafiqí fou derrotat i mort en el camí entre Poitiers i Tours pel duc Odó i Carles Martell, el 732, i els supervivents es van retirar en desordre cap a Narbona, que va restar, junt amb tota la Septimània, l'únic reducte musulmà al nord dels Pirineus. A aquesta batalla se li atribueix l'aturada de l'avanç musulmà a l'Europa occidental.

## La invasió
Després de la conquesta de l'Àndalus, iniciada el 711, el valí d'Hispània, as-Samh ibn Màlik al-Khawlaní, va envair Septimània. Al-Khawlaní establí la seva capital a Arbuna (Narbona) el 720 i oferí un pacte als habitants del país basat en unes generoses condicions i en la promesa de pacificar ràpidament les altres ciutats. Amb l'afegit de les noves terres conquerides, l'Àndalus va quedar dividit en cinc àrees administratives corresponents a Andalusia, Galícia-Lusitània, Castella i Lleó, Catalunya-Aragó i Septimània. Amb Arbuna assegurada, i sobretot amb el seu port, els mariners àrabs es van fer els amos de la Mediterrània occidental, sotmetent ràpidament les ciutats controlades per comtes visigots: Alet, Besiers, Agde, Lodeva, Magalona i Nimes.
El 721 van arribar reforços per preparar el setge de Tolosa, que era la clau per dominar Aquitània amb les mateixes condicions que Septimània, però aquests seus plans van fallar per la derrota a la batalla de Tolosa, amb pèrdues immenses, en el qual as-Samh fou greument ferit i va morir poc després a Narbona. Les forces àrabs, assentades sòlidament a Narbona i proveïdes fàcilment per mar, van continuar atacant cap a l'est arribant fins a Autun el 725.
L'any 731, el valí amazic de Narbona i la regió de Cerdanya, Uthman ibn Naissa impugnà Abd-ar-Rahman ibn Abd-Al·lah al-Ghafiqí sabent de l'opressió que patien els amazics al nord d'Àfrica i va pactar una treva amb Odó el Gran, casant-se amb Lampègia, la filla del duc. El sirià Gedhi ibn Zeyan fou enviat en secret per al-Ghafiqí amb un esquadró de cavalleria lleugera per capturar viu o mort a Uthman, sent localitzat a Llívia on va quedar assetjat i mort.
El 732 al-Ghafiqí va escollir la ruta de Pamplona i Roncesvalls per penetrar en el ducat aquità, tot avançant per l'antiga via romana cap a Bordeus, ciutat que va ser presa, saquejant amb virulència durant algun temps al sud de la Garona. Odó el Gran els va sortir a l'encontre quan els invasors creuaven el riu Dordonya, però va ser derrotat. Al-Ghafiqí va avançar imparable cap a Angulema i Poitiers, que va ser saquejada. Odó d'Aquitània es va veure obligat a recompondre la seva relació amb Carles Martell, al que va oferir submissió i ajuda per fer front als musulmans. Carles, que s'havia retirat del ducat, va enviar ràpidament un exèrcit.
Després de saquejar la regió de Poitiers, Abd-ar-Rahman al-Ghafiqí va prosseguir cap al nord el seu avanç, en direcció a l'abadia de Sant Martí de Tours. Però en el camí entre Poitiers i Tours, li van sortir a l'encontre les forces del duc Odó i els reforços enviats per Carles Martell, i es va lliurar la batalla de Tours, l'octubre del 732. Les tropes àrabs van ser derrotades i Abd-ar-Rahman al-Ghafiqí hi va trobar la mort. Els supervivents es van retirar en desordre cap a Narbona. La data de la batalla és incerta, car per a uns es va lliurar el dia 8 d'octubre, mentre altres asseguren que va ser a finals de mes. De fet, a aquesta batalla se li atribueix l'aturada de l'avanç musulmà a l'Europa occidental, ja que la Septimània va quedar com l'únic reducte musulmà al nord dels Pirineus.